# ペレ・カウリー
ペレ・カウリー（Pele Cowley、1993年4月16日 - ）は、メジャーリーグラグビー、オースティン・ギルグロニスに所属するラグビーユニオン選手。

## プロフィール
- ニュージーランド・トコロア出身[1]。
- ポジションはスクラムハーフ(SH)。
- 身長 175cm、体重 85kg
- サモア代表キャップは15（2021年2月現在）でワールドカップ2019のサモア代表に選ばれた[2]。

## 略歴
カウンティーズ・マヌカウ、ワイカト、カーディフ・ブルーズを経て、2020年、オースティン・ギルグロニスに加入。